# Sogdien

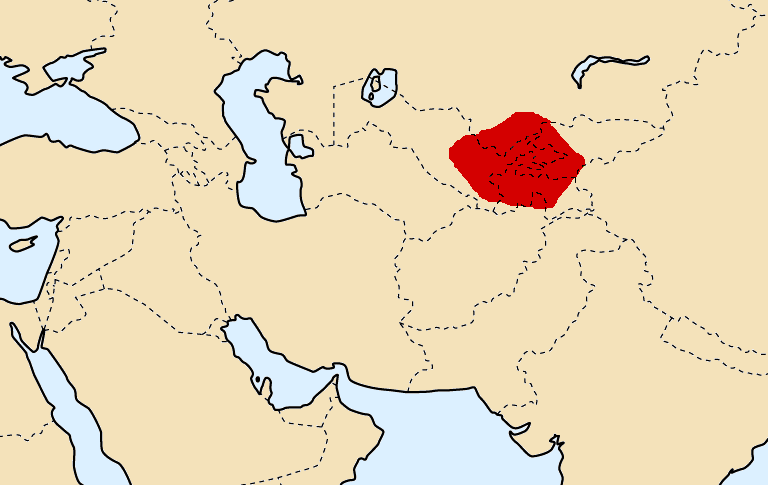
Sogdien 300 v. Chr.

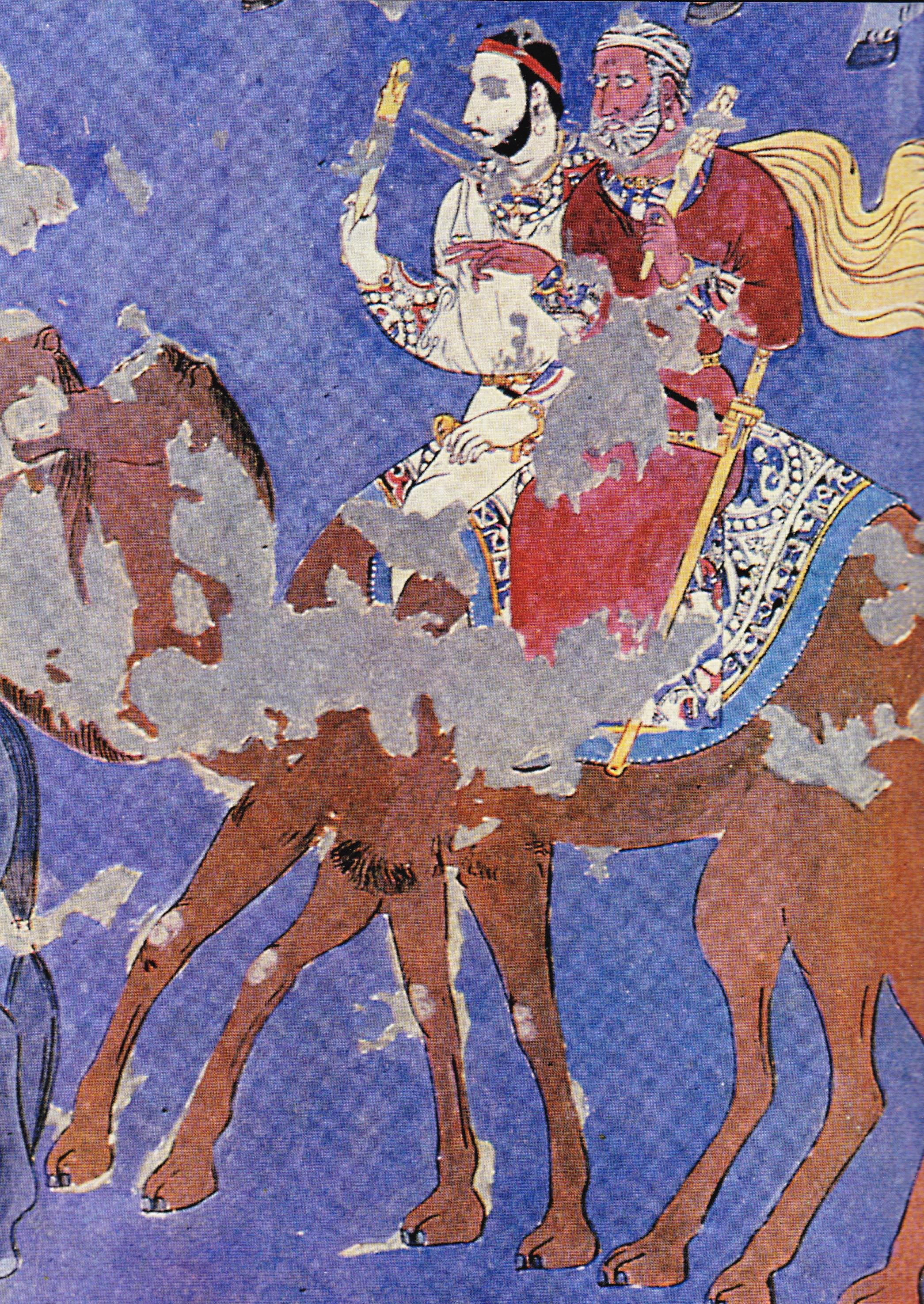
Darstellung zweier Sogdier in Samarqand

Sogdien (Sughd) ist die historische Bezeichnung für einen Teil Zentralasiens und ein eigenständiger Kulturraum. Sogdien war im Achämenidenreich eine der „oberen“ persischen Satrapien und geriet in der Folgezeit immer wieder unter Fremdherrschaft. Abgeleitet ist der Begriff von den Sogdern (auch Sogdier oder Sogden geschrieben), einem iranischen Volk in diesem Raum.

## Geschichte

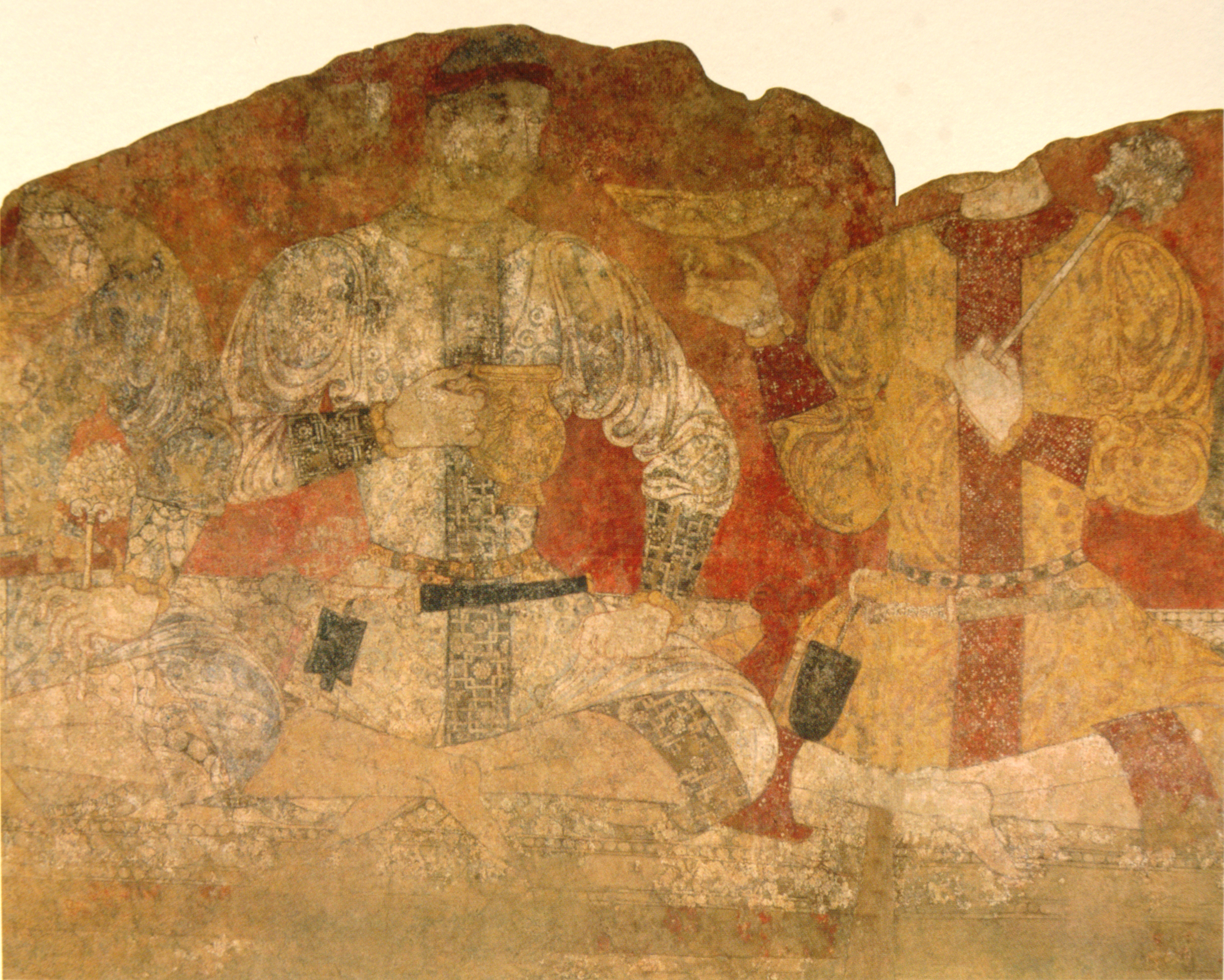
Szene eines Herrenbanketts auf einer Wandmalerei in Pandschakent

Frühe urbane Siedlungen in Sogdien sind bereits für das 4./3. Jahrtausend v. Chr. belegt (Sarasm). Die späteren Sogder waren eine iranische Gruppe, die sich im Raum zwischen Syrdarja und Amudarja ansiedelte. Sogdien gehörte seit dem 6. Jahrhundert v. Chr. zum Achämenidenreich. Nach dem Tod des Perserkönigs Dareios III. brach Alexander der Große nach Baktrien und Sogdien auf. Nur mit Mühe konnte Alexander den starken Widerstand der Baktrier und Sogdier brechen und ihre letzte Festung, unter der Führung des Oxyartes, einnehmen. Kurz darauf heiratete er die Tochter des Oxyartes, die baktrische Prinzessin Roxane, die sich mit ihrem Vater in Sogdien aufhielt. Ebenfalls aus Sogdien stammte der persische Feldherr Spitamenes.
Sogdien war nicht zuletzt aufgrund der hier verlaufenden Handelsrouten von Bedeutung. Nach dem Zusammenbruch des Alexanderreichs im späten 4. Jahrhundert v. Chr. waren verschiedene Herrscher in Sogdien an der Macht. Einflussreich waren zunächst die griechischen Nachfolgereiche (Seleukidenreich und Griechisch-Baktrisches Königreich), bevor verschiedene Gruppen in diesen Raum vorstießen und eigene Herrschaften bildeten (siehe Kuschana und die in chinesischen Quellen belegten Kangju).
Die folgende Zeit ist durch die historischen Quellen hinsichtlich Sogdien nur ungenügend belegt. Ab dem 4. Jahrhundert n. Chr. entwickelten sich in der Spätantike hier aber eine große Anzahl kleiner Fürstentümer, die den Handel auf der Seidenstraße (Indienhandel) kontrollierten. Es handelte sich um Stadtstaaten, deren Schwerpunkte die jeweiligen Oasen waren, die zu erheblichen Reichtum gelangten und politisch faktisch unabhängig waren. Mit den Völkern, denen sie entlang der Seidenstraße begegneten, betrieben die Sogdier auch Kulturaustausch. Dabei lernten die Uiguren die Religion des Manichäismus kennen, die auf den persischen Religionsstifter Mani zurückgeht, und erklärten sie zur Staatsreligion im Uigurenreich. Die sogdische Sprache wurde aufgrund der prominenten Rolle der Sogdier im Handel zu einer wichtigen Verkehrssprache der Region.

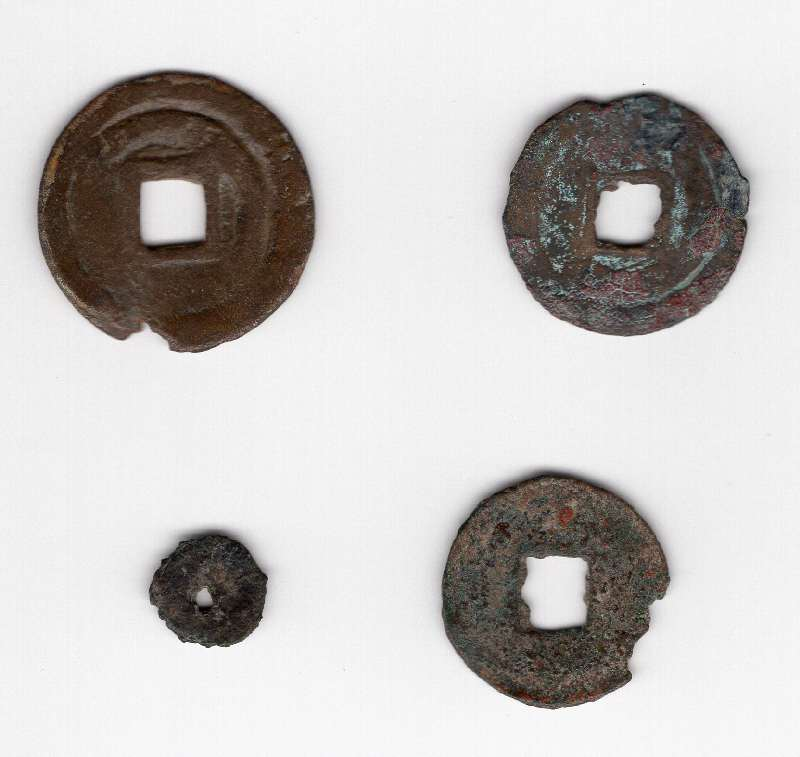
Münzen aus Sogdien

Sogdien war außerdem vom 4. bis zum 6. Jahrhundert teils von den Einfällen der iranischen Hunnen betroffen, die in mehreren Wellen an die Nordostgrenze des neupersischen Sassanidenreich vorstießen und die Perser teils in schwere Kämpfe verwickelten. Im 6. Jahrhundert herrschten die Kök-Türken in Sogdien, wobei unter dem Türkenherrscher Sizabulos und seinen Nachfolgern (siehe Turxanthos) die Sogdier weiterhin eine wichtige Rolle im Handel und sogar der Politik spielten (siehe Maniakh). Sogdier kümmerten sich zudem um die türkische Verwaltung, was sie auch später im frühen Uigurenreich tun sollten, wo sie auch als Vermittler des Buddhismus wirkten. Wirtschaftlich und kulturell war die türkische Herrschaft für Sogdien insgesamt sehr positiv (siehe auch Spätantike#Zentralasien und der fernere Osten: Reitervölker und die chinesische Großmacht).
Die Araber eroberten 722 die sogdischen Festungen im Tal des Serafschan bis zur Niederlage des sogdischen Herrschers Dēwāštič (regierte um 706–722). Im Zuge dieser islamischen Expansion wurde Sogdien mit dem Rest des Sassanidenreichs über einen längeren Zeitraum hinweg zum Islam bekehrt (vgl. auch die Arabisierung von Ortsnamen wie Gardani Hissar). 722 scheiterte in diesem Zusammenhang eine sogdische Revolte, an der unter anderem Dēwāštič beteiligt war, während sich andere Lokalherrscher abwartend verhielten bzw. sich später gegen die Araber erhoben (wie Ghurak).
Eine wichtige Quelle stellen die von Aurel Stein 1907 westlich von Dunhuang an der chinesischen Mauer gefundenen sogdischen Briefe dar (fünf fast vollständig erhaltene Briefe und mehrere Fragmente). In diesen spätantiken, von Privatpersonen verfassten Texten finden sich wichtige Hinweise zur Wirtschaft entlang der Seidenstraße und auch zu politischen Ereignissen (so der Einnahme der chinesischen Hauptstadt Luoyang im Jahr 311 durch Liu Cong).
Ab dem 10. Jahrhundert geriet Sogdien erneut unter den Einfluss türkischer Dynastien, und im Laufe der Zeit haben türkische Elemente und Sprachen die ostiranischen mehr und mehr verdrängt. Die Stadtbevölkerung übernahm die persische Sprache. Als letztes Überbleibsel der alten sogdischen Bevölkerung bleiben die Jaghnoben im heutigen Tadschikistan übrig, die heute eine Mundart sprechen, die auf die alte sogdische Sprache zurückgeführt wird.
Das hohe Niveau ihrer Kultur, die westliche und östliche Einflüsse gleichermaßen aufnahm, ist vor allem an den Malereien und Objekten aus Alt-Pandschakent bei Pandschakent in der heutigen tadschikischen Provinz Sughd und in Afrasiab in Usbekistan abzulesen. Dies waren Hauptstädte von Fürstentümern, die besonders gut erhalten sind. Zum sogdischen Sprach- und Kulturgebiet gehört auch die Region Usruschana mit der ehemaligen Hauptstadt Bundschikat beim heutigen Dorf Schahriston.